# Kinsmod

kinsmod는 리눅스 운영체제에서 커널이 적재 가능 커널 모듈에 대한 지원과 함께 컴파일됐느냐의 여부와는 상관 없이 /dev/kmem 장치에 씀으로써 잠재적으로 악의적인 적재 가능 커널 모듈의 삽입을 허용한다. Grsecurity 리눅스 커널 패치 셋은 "/dev/kmem에 대한 쓰기 거부" 옵션을 제공 함으로써 이 보안 위협에 대한 안전한 조치를 제공한다. 참고로 오직 정확하게 설정된 시스템에서 신뢰받는 사용자들만이 /dev/kmem 장치에 쓸 궎나이 있으며 kinsmod를 사용하는 것이 공격자에게 이점을 주지 않는다는 점에 주의해야 한다.